# 乳
【乳】 — китайський ієрогліф. Один з 996 ієрогліфів, обов'язкових для вивчення в японській початковій школі.Часто використовується на письмі в японській мові.

## Значення
1. груди (жіночі).
2. грудне молоко.
3. молочко; білосніжна рідина.
4. годувати молоком.
5. вирощувати; любити.
6. мати дитину.
7. бути схожим на груди; сосцевидний.
8. грудний.

Ключ: 5 (乙 + 7);  Кількість рисок: 8.
Введення ієрогліфа методом цанзє: 月木山 (BDU); Введення ієрогліфа чотирикутним методом: 22410. .

## Прочитання
| Китайська         |                   |                   |                   |                 |                 |
| Мандаринська мова | Мандаринська мова | Мандаринська мова | Мандаринська мова | Кантонська мова | Кантонська мова |
| чжуїнь            | піньїнь           | Вейд-Джайлз       | кирилиця          | ютпхін          | Єль             |
| ㄖㄨˇ             | rǔ (ru3)          | ju3               | жу                | jyu5            | yu5             |

| Корейська |         |               |              |     |          |
|           | хангиль | стара латинка | нова латинка | Єль | кирилиця |
| Звук:     | 유      | yu            | yu           | yu  | ю        |
| Назва:    | 젖      | chôt          | jeot         | cec | чот      |

| Японська |                |            |           |
|          | кана           | латинка    | кирилиця  |
| Он:      | にゅう じ にゅ | nyū ji nyu | ню дзі ню |
| Кун:     | ちち ち        | chichi chi | тіті ті   |
| Ім'я:    | —              | —          | —         |